# Nicolae Mîndrescu
Nicolae Mîndrescu (n. 3 februarie 1969, Râmnicu Vâlcea, Vâlcea, România) este un antreprenor și politician român, ales în 2024 deputat de Vâlcea din partea partidului Alianța pentru Unirea Românilor (AUR). 

## Carieră profesională
Nicolae Mîndrescu s-a născut pe 21 septembrie 1986, la Râmnicu Vâlcea, municipiu din județul Vâlcea, în Republica Socialistă România. El a avut o carieră  în antreprenoriat. Portofoliul său de afaceri include societăți active în domeniul construcțiilor și modernizărilor de căi ferate, stații ITP, spălătorii auto, o cramă de vinuri, o pensiune și un restaurant.

## Carieră politică

### Legislatura I (2024–prezent)

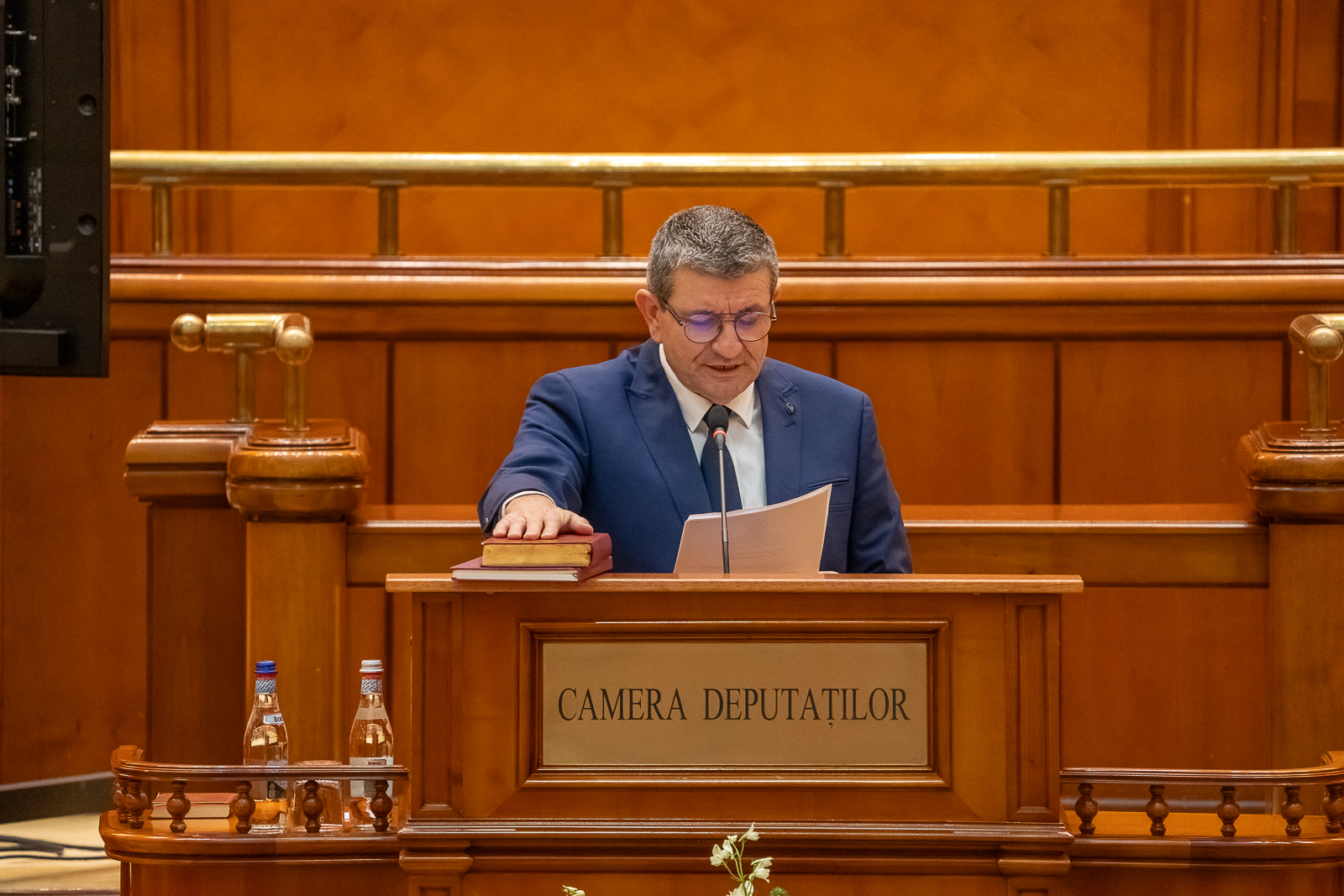
Mîndrescu depunând jurământul, 21 decembrie 2024

În urma alegerilor parlamentare din 2024 pe 1 decembrie, Mîndrescu a fost ales membru al Camerei Deputaților, în circumscripția nr. 40 Vâlcea, preluând mandatul pe 21 decembrie. Ca deputat Mîndrescu este vicepreședinte al Comisiei pentru transporturi și infrastructură și a fost până în martie 2025 și membru al Comisiei pentru industrii și servicii.
În aprilie 2025, Mîndrescu a propus amendamente la Legea Bugetului pe 2025 pentru finanțarea proiectării unui pod peste râul Olt și pentru reabilitarea infrastructurii rutiere în județul Vâlcea.